# Theodor Thurmann
Theodor Thurmann (* 14. Mai 1882; † 11. Mai 1955) war ein deutscher Verwaltungsjurist.

## Werdegang
Thurmann studierte Rechts- und Staatswissenschaften sowie Volkswirtschaft. In München legte er die Prüfung für den Höheren Justiz- und Verwaltungsdienst ab und trat im Anschluss in den preußischen Staatsdienst. Er war Assessor in Charlottenburg und Bürgermeister in Zoppot. Während des Ersten Weltkriegs leitete er die Reichsstelle für Schuhversorgung. Später fand er im Rang eines Ministerialrats Verwendung im Reichswirtschaftsministerium. Nach seinem Ausscheiden war er als Geschäftsführer des Gesamtausschusses und des Außenhandelsverbandes der Papierverarbeitenden Industrie in der freien Wirtschaft tätig.
In den Jahren nach dem Zweiten Weltkrieg war er zunächst Rechtsdezernent der Abteilung Wirtschaft des Magistrats von Berlin. 1949 wurde er als Vorsitzer des Spruchausschusses der Blockadehilfe eingesetzt. 1950 wurde er als Treuhänder der neugegründeten Rheinmetall-Borsig AG eingesetzt. Später war er Vorstandsmitglied und Vorsitzender des Aufsichtsrats des Unternehmens.
Seit dem Studium war er Mitglied der Studentenverbindung Akademischer Gesangverein München im SV.

## Ehrungen
- 1952: Verdienstkreuz (Steckkreuz) der Bundesrepublik Deutschland